# دنيس إريكسون
دنيس إريكسون (بالإنجليزية: Dennis Erickson)‏ هو لاعب كرة قدم أمريكية أمريكي، ولد في 24 مارس 1947 في إيفرت في الولايات المتحدة.

## وصلات خارجية
- دنيس إريكسون على موقع إن إن دي بي (الإنجليزية)